# Малер, Маргарет
Маргарет Малер (венг. Margaret Schönberger Mahler; род 10 мая 1897 — 2 октября 1985) венгерский врач-психиатр. Её считают одной из центральных фигур в становлении науки психоанализа. В основном исследовательская деятельность Маргарет Малер была направлена на изучение здорового развития ребенка, большую часть своей жизни она посвятила детскому психоанализу и процессу осознания детьми собственного «я». Малер разработала теорию сепарации-индивидуации в развитии ребенка.

## Биография
Родилась 10 мая 1897 года в еврейской семье в городе Шопроне на северо-западе Венгрии. Детство Маргарет и её младшей сестры было трудным из за частых размолвок их родителей. Однако отец не переставал поощрять ее старания и успехи в математике и других науках. После окончания женского лицея, она поступила в Vaci Utcai Gimnazium в Будапеште несмотря на то, что в то время женщины редко продолжали образовательную деятельность в высших учебных заведениях. Пребывание в Будапеште оказало большое влияние на ее жизнь и карьеру.  Она познакомилась с влиятельным венгерским психоаналитиком Шандором Ференци, после чего увлеклась концепцией бессознательного и погрузилась в чтение Зигмунда Фрейда .
В сентябре 1916 года Маргарет Малер начала изучение истории искусств в Будапештском университете, но в январе 1917 года поменяла специальность, избрав медицину. Спустя три семестра она начала медицинскую подготовку в Мюнхенском университете, но была вынуждена уйти из-за нарастающей напряженности по отношению к евреям. Весной 1920 года она поступила в Йенский университет имени Фридриха Шиллера, и именно это учебное заведение было тем местом, где Маргарет начала изучать и осознавать необходимость игры и любви в умственно и физически здоровом развитии младенцев. В 1922 году она получила диплом с отличием и отправилась в Вену, чтобы обзавестись лицензией, которая бы позволила ей заниматься врачебной практикой. Там в 1926 году она вместе с Хеленой Дейч начала работу по дидактическому психоанализу. Семь лет спустя Маргарет была утверждена в качестве врача-психоаналитика. Девушка любила работать с детьми, ей нравилось то, с какой радостью дети взаимодействовали с ней.
В 1936 году она вышла замуж за Пола Малера. После прихода к власти нацистов пара переехала в Великобританию, а затем в 1938 году в Соединенные Штаты. Получив медицинскую лицензию в Нью-Йорке, Малер в своем подвале основала частную практику и начала восстанавливать свою клиентуру. В 1939 году она познакомилась с Бенджамином Спок и после проведения семинара по детскому психоанализу в 1940 году стала старшим преподавателем по этому предмету. Она стала членом Института развития человеческого потенциала, Института образования и Нью-Йоркского психоаналитического сообщества. В 1948 году Маргарет работала над клиническими исследованиями по доброкачественным и злокачественным случаям в заболеваниях детского психоза.
В 1980 году Барнард-колледж на церемонии открытия присудил Маргарет Малер их высшую награду, медаль за выдающиеся заслуги Барнарда.
Маргарет Малер умерла 2 октября 1985 года.

## Рабочая деятельность
Маргарет Малер занимала должность психоаналитика, работая с детьми, у которых наблюдались психические отклонения.
В 1950 году она и Мануэль Фюрер основали Ведущий Детский центр на Манхэттене (он был связан с госпиталем Маунт-Синай). Там она разрабатывала модель трехстороннего лечения, одной из концепций которой было участие матери в лечении ребенка. Малер начала более конструктивное исследование серьезных нарушений психики в детстве и отводила значительную роль влиянию окружающей среды на ребенка. Её особенно интересовала идея ментальной и физической связи матери и дитя, поэтому тщательно фиксировала все экспериментальные последствия слишком раннего разлучения младенца с матерью. Это исследование о процессе сепарации-индивидуации было её самым важным вкладом в развитие психоанализа.
Сепарация-индивидуация может рассматриваться как психологическое рождение младенца, которое происходит в тот момент времени, когда ребенок отделяется от матери и начинает осознавать собственное «Я».
Малер разъясняла нормальные и аномальные особенности в психологии развития эго(Э́го-психоло́гии). Она работала с детьми, у которых наблюдался психоз, в то время как это расстройство и способы его лечения еще не были полностью изучены психоаналитиками .
Симбиотический детский психоз поражал её. Симптомы проявлялись в том, что у ребенка терялось отчетливое осознание самого себя и представление окружающего мира (представление о знакомом человеке), рождался конфликт между «Я» и внешним миром. Ее самая существенная работа — «Психологическое рождение человеческого младенца: симбиоз и индивидуация», написанная в 1975 году в соавторстве с Фредом Пайн и Анни Бергман.

## Теория Сепарация-индивидуация в развитии детей
В теории Малер развитие ребенка происходит поэтапно, каждый из которых имеет несколько субфаз:
- Нормальная аутичная фаза — фаза первых нескольких недель жизни. Младенец уже появился на свет и самостоятельно воспринимает окружающее. Однако большую часть своего дня проводит в полуспящем-полубодрствующем состоянии. Малер позже отказалась от теории существования этой фазы, основываясь на новых результатах своего исследования.[6] Тем не менее данный этап по-прежнему появляется во многих книгах по ее теориям.
- Фаза нормального симбиоза- длится до 5 месяцев. Ребенок теперь выделяет из окружающего образ своей матери, но он еще не может отделять свою индивидуальность от внешнего мира. Младенец и его мать становятся одним целым, между ними и остальной областью неизведанного появляется барьер.
- Фаза сепарация-индивидуация. Установление этой фазы знаменует окончание фазы нормального симбиоза. Процесс сепарации говорит об осознании младенцем границ объектов, о способности установить различие между собой и матерью, тогда как процесс индивидуации имеет отношение к развитию «эго» младенца, ощущению самого себя и способности к познанию. Малер объясняет, как ребенок с возрастом в несколько месяцев вырывается из «аутичной оболочки» во внешний мир человеческих взаимодействий. Этот процесс, обозначенный как сепарация-индивидуация, делится на субфазы, каждый из которых имеет свои собственные начало и конец, а также определенные угрозы. Следующие субфазы протекают в определённом порядке, но не исключается и их частичное совпадение.
  - Вылупление — первые месяцы. Младенец знает о существовании различий между ним и матерью. Ребенок «вылупился» — повышается подвижность и увеличивается интерес к внешнему миру. Мать является объектом изучения и сравнения с окружающими.
  - Практика — около 9-16 месяцев. Способности младенца ползать, а затем свободно ходить позволяют ему активно погружаться в исследовательскую деятельность, таким образом появляются первые попытки физического отдаления от матери. Но всё ещё ребенок воспринимает мать как центр своей вселенной.
  - Воссоединение — 15-24 месяца. В этой субфазе младенец снова становится эмоционально зависимым от матери. Теперь ребенок осознает, что его физическая активность все больше и больше отдаляет его от матери, поэтому его внимание к ней усиливается. Малыш может чувствовать неуверенность и хочет, чтобы мать всегда была в его поле зрения, так их зрительный контакт, её поощрение или порицание выступают в качестве ориентации к возможности исследовать свой мир. Риск состоит в том, что мать может неправильно понимать эту потребность и реагировать с раздражительностью или отсутствием. Это может привести к тому, что у малыша появятся тревожные опасения быть покинутым. Субфаза воссоединения в свою очередь разделена на три периода:
    - Начало воссоединения — поведение ребёнка мотивировано желанием поделиться своими открытиями с матерью.
    - Кризис воссоединения — ребенок во взаимодействии с матерью может либо постоянно хотеть испытывать эмоциональную близость, либо проявлять большую независимость.
    - Решение — развитие способности говорить и увеличение роли совести дает возможность принимать самостоятельные решения.

Нарушения в основных процессах сепарации-индивидуации могут привести впоследствии к нарушению способности сохранять свою индивидуальность во взрослой жизни.

## Постоянство объекта
Постоянство(константность) объекта, похожее на понятие «постоянство объекта» Жана Пиаже, описывает фазу, когда ребенок понимает, что мать имеет особую идентичность и действительно является отдельным человеком. Это приводит к формированию интернализации, которая является внутренним представлением о том, что ребенок когда-то был частью матери. Эта интернализация — это то, что дает ребенку мысленный образ, который помогает на подсознательном уровне видеть в матери воплощение поддержки и комфорта. Недостатки в позитивной интернализации могут привести к возникновению чувства незащищенности и низкой самооценки во взрослой жизни.

## Избранные произведения
- On human symbiosis and the vicissitudes of individuation, 1969.
- The psychological birth of the human infant : symbiosis and individuation, 1975.
- Infantile psychosis and early contributions
- Rapprochement — critical subphase, separation — individuation
- Separation — individuation